# Polyprionidae

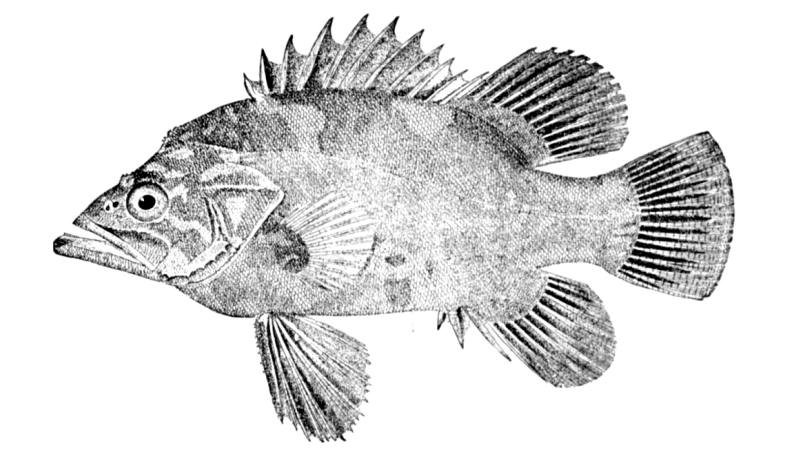
Polyprion americanus

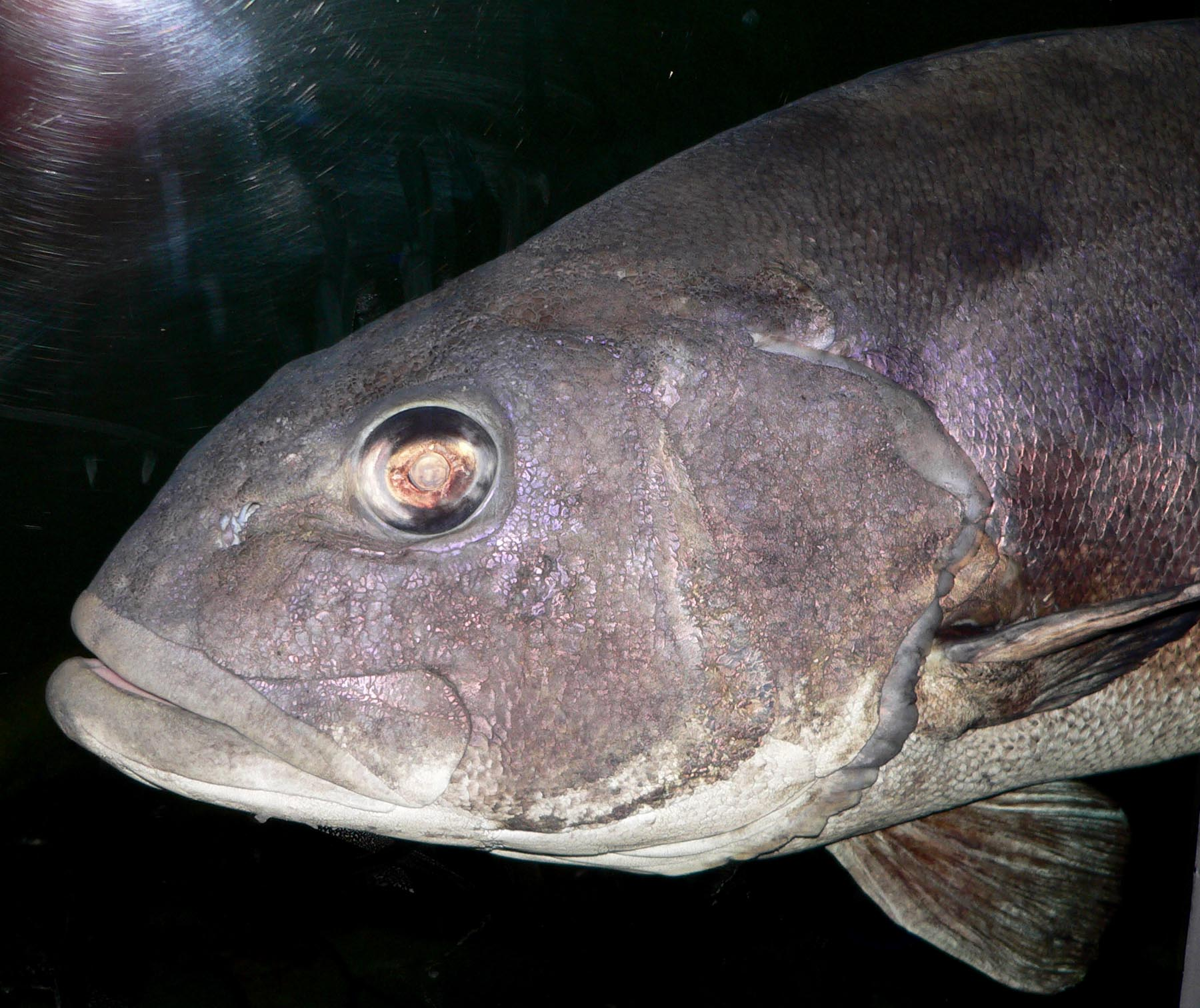
Testa di Stereolepis gigas

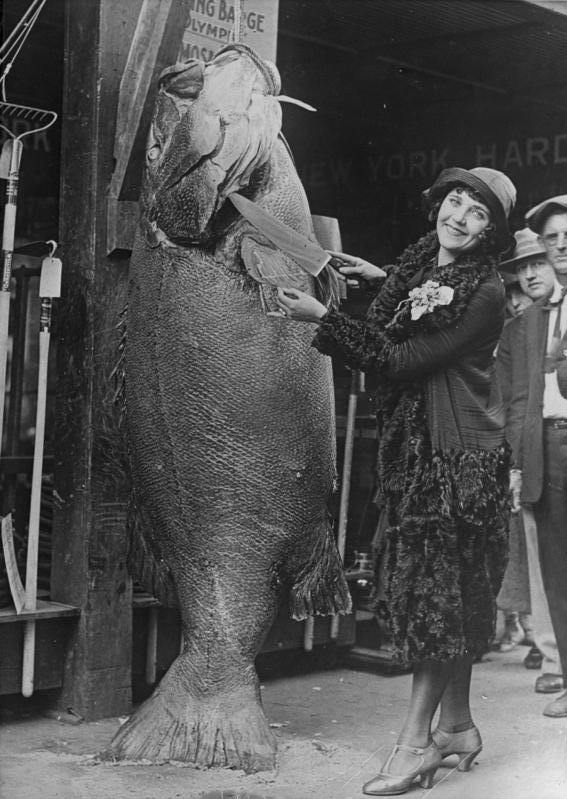
Gigantesco individuo di Stereolepis gigas catturato in California nel 1930.

I Polyprionidae sono una famiglia di pesci ossei marini appartenenti all'ordine Perciformes.

## Distribuzione e habitat
Frequentano le acque temperate e temperato fredde di entrambi gli emisferi. Nel mar Mediterraneo si trova la specie Polyprion americanus o cernia di fondale.
Si trovano soprattutto ad una certa profondità, nel piano circalitorale o ancora più a fondo. I giovani di alcune specie stazionano volentieri all'ombra di oggetti galleggianti in alto mare.

## Descrizione
Sono simili ai Serranidae (di cui erano in passato considerati una sottofamiglia) da cui si distinguono soprattutto per la presenza di creste ossee ben visibili sulla testa e per avere due spine arrotondate sull'opercolo branchiale. La pinna dorsale è unica. La linea laterale è continua.
Raggiungono dimensioni molto grandi, fino a 250 cm la specie Stereolepis gigas.

## Biologia
Poco nota, sono carnivori.

## Pesca
Le carni sono ottime e la pesca eccessiva ha portato la specie Stereoleps gigas sull'orlo dell'estinzione.

## Specie
- Genere Polyprion
  - Polyprion americanus
  - Polyprion oxygeneios
  - Polyprion yanezi
- Genere Stereolepis
  - Stereolepis doederleini
  - Stereolepis gigas